# Таукаево
Таукаево — село в Красноармейском районе Челябинской области России. Входит в состав Канашевского сельского поселения.

## География
Село находится на северо-востоке Челябинской области, в лесостепной зоне, на берегах озера Басюкай, на расстоянии 20 километров (по прямой) к юго-востоку от села Миасского, административного центра района. Абсолютная высота 176 метров над уровнем моря.

## Население
| 2002 | 2010 |
| ---- | ---- |
| 514  | ↗600 |

Гендерный состав
По данным Всероссийской переписи населения 2010 года в гендерной структуре населения мужчины составляли 46,7 %, женщины — 53,3 %.
Национальный состав
Согласно результатам переписи 2002 года, в национальной структуре населения башкиры составляли 88 %.

## Улицы
Уличная сеть села состоит из десяти улиц и одного переулка.

## Религия
Мечети
- Мечеть